# Non mi va (Vasco Rossi)
Non mi va è un brano del cantautore italiano Vasco Rossi, pubblicato l'11 luglio 1987 come singolo tratto dall'album dal titolo C'è chi dice no. Il brano viene suonato raramente nei concerti, infatti l'ultima volta risale al 2017, quando lo stesso cantante lo propose al concerto del Modena Park, evento per festeggiare i quarant'anni di carriera.
Uscì un disco in versione remix per essere suonato nelle discoteche.
Il brano è stato utilizzato per i titoli di testa del film di Carlo Verdone Stasera a casa di Alice (1990).

## Formazione
- Vasco Rossi - voce
- Davide Romani - basso
- Rudy Trevisi - batteria, tastiere
- Massimo Riva - chitarra, cori
- Guido Elmi - chitarra